# 薩卡班甲魚屬
薩卡班甲魚屬（意為「薩卡班巴的盔甲」）是生存在奧陶紀的無頜魚類，棲息於岡瓦納大陸邊緣的淺海，為化石眾多的著名古魚類阿蘭達甲魚近親。

## 形態描述
薩卡班甲魚全長大約25公分。其外型類似於蝌蚪，具有相當大的頭部、扁平的身體、擺動的尾巴，且沒有鰭。特徵是擁有一對朝前、類似車頭燈的眼睛。

### 甲殼
薩卡班甲魚擁有一個具有相對較大的上半部及彎曲的下半部所組成的盾形頭部，這個頭盾上有類似於橡葉或水滴形狀的突起。牠們銜接這兩片頭盾的的鰓板較為狹窄，覆蓋著真正的鰓。眼睛位於正前方，且可能具有以內骨骼形成的小型鼻孔，這些被認為是鼻孔的結構位於頭部的最前端，是阿蘭達甲魚科的一個鑑別特徵。頭盾後方的身體則被長條狀的鱗片覆蓋。

### 尾部
尾部有相對較大的背側鰭、較小的腹側鰭以及延長的脊索葉組成，其後端由一片小鰭圍繞。鰭甲魚綱下的物種特徵是其尾鰭為對稱的形式，並由數根較大的輻射狀構造支撐，而薩卡班甲魚這種尾部結構即符合該特徵，但與同綱的異甲魚類有所不同。

## 發現

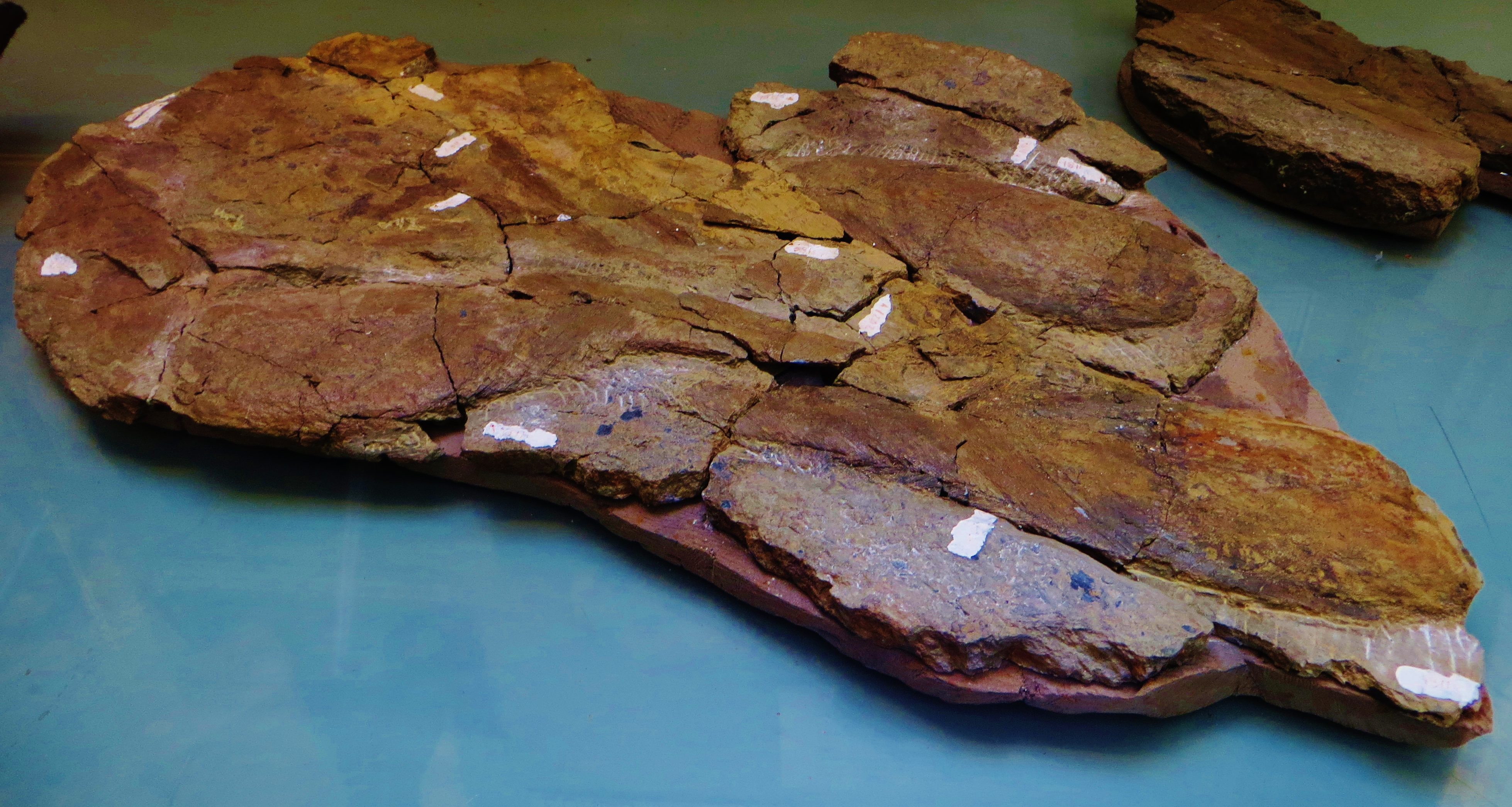
法國國立自然史博物館所收藏的薩卡班甲魚標本

薩卡班甲魚是以玻利維亞的科恰班巴省下的一個城鎮薩卡班巴命名，正模標本發現於該城鎮的安薩爾多層。該屬已知僅有一個物種，即模式種尚氏薩卡班甲魚（S. janvieri），命名者將種小名獻給法國古魚類學家菲利普·尚維耶，以表揚他對古魚類學的貢獻。目前已有至少30具薩卡班甲魚的化石被發現，均來自一個非常狹小的區域內。這種集中於一地的死亡原因被認為是由於一場大型風暴引發淡水灌入其棲息區所致，同一時期內死亡的大量舌形貝也被認為跟此事件有關。
在岡瓦納大陸邊緣相對應的許多國家中發現了一些無法完全確定的標本：1997年在澳洲中部的部分地層中發現了可能是該屬的化石。在澳洲中部也發現了數枚有與在玻利維亞的物種相似紋飾的鱗片。也有報導稱在阿根廷發現了該屬的化石。2009年也有研究人員描述了來自阿曼阿姆德赫層（Amdeh Formation）的標本。在阿曼的發現，證實這些魚類是分布在岡瓦納古大陸的周邊地區，並不僅限於已確認的南美和澳洲南部地區。

## 古生物學

### 覓食
雖然薩卡班甲魚沒有下頜，但牠的口腔擁有近60排小型骨板覆蓋，這些骨板可能可以移動，以便通過口腔和咽部的膨脹和收縮提供更有效的吸力作用。

### 感官系統
薩卡班甲魚的化石清楚顯示出類似於側線系統的感覺結構。這是一條由許多孔洞組成的線，每個孔洞中都有開放的神經末梢，可以感知水中微小的運動，例如掠食者產生的波動。這些有規律排列的器官使薩卡班甲魚能夠感知水中干擾來源的方向和距離。

## 流行文化

由芬兰博物馆萨卡班甲鱼模型引发的爱好者艺术图

2022年8月30日，古生物学博士生Kat Turk在个人推特发布了于芬兰自然史博物馆拍摄的萨卡班甲鱼的修复模型，其可爱的表情在社交媒体上掀起热议，成为一个网络迷因。